# Vasaloppet Japan
Vasaloppet Japan är en längdskidåkningstävling i trakterna kring Asahikawa på ön Hokkaido i norra Japan, som hade premiär 1981, Tävlingens namn har hämtats efter inspirationer från Vasaloppet i Sverige.